# Ованес Арджишеци
Оване́с Арджишеци́ (арм. Հովհաննես Արճիշեցի), — армянский историк XVI века. 

О жизни и деятельности Ованнеса известно очень мало. Биографические сведения есть только в его труде «Хроника», где он в небольшой заметке представляется «Ованесом, сыном иерея Акопа и Салчук хатуна». Несмотря на название, сочинение Арджишеци представляет собой не хронологический труд, а детальное описание короткого периода времени 1531—1535 годов. Арджишеци сообщает о событиях турко-персидкой войны, очевидцем которых он был, рассказывает о положении армянского народа во время войны, обстоятельно описывает городскую жизнь в своем родном Арджеше. Его данные имеют исключительное значение для изучения военных действий и отношений между местными мусульманскими правителями. 

Некоторые исследователи приписивают Ованесу и другие сочинение середины XVI века, в частности, поучительное стихотворение «Моральность».